# Геловані Михайло Георгійович
Михайло Георгійович Геловані (нар. 25 грудня 1892 (6 січня 1893), Ласурія, Кутаїська губернія, Російська імперія — 21 грудня 1956, Москва, СРСР) — грузинський актор театру і кіно, режисер, народний артист СРСР.
Постійно знімався в ролі Сталіна («Ленін у 1918 році», «Падіння Берліна» й ін.), за що чотириразово був нагороджений Сталінською премією (1941, 1942, 1947, 1950).

## Вибрана фільмографія
- 1924 — «Три життя»
- 1928 — «Злий дух»
- 1934 — Останній маскарад
- 1949 — «Падіння Берліна»
- 1950 — «Вогні Баку»
- 1950 — «Донецькі шахтарі»
- 1952 — «Незабутній 1919 рік»

## У культурі
В третій частині трилогії Життя і незвичайні пригоди солдата Івана Чонкіна Володимира Войновича розповідається, як Лаврентій Берія підмінив місцями актора Меловані, який грав Сталіна, і самого Сталіна.